# Siphiwe Tshabalala
Siphiwe Tshabalala (Soweto, 25. rujna 1984.) bivši je južnoafrički nogometaš koji je igrao na poziciji veznog.
Trenutačno nastupa za najveći i najpopularniji južnoafrički klub Kaizer Chiefs. Za južnoafričku reprezentaciju upisao je preko 90 nastupa. I postigao je prvi gol na Svjetskom prvenstvu 2010. za svoju zemlju.

## Karijera
Tshabalala je igrao u drugoj ligi sve do 2004. za Alexandra United, koji su propustili u sezoni 2003./04. u kvalifikaciju za novostvorenu drugu ligu Južne Afrike. Tshabalala je onda preselio kod drugoligaša Free State Starsa, s kojima je osvojio u sezoni 2004./05., drugu ligu i s time i prelazak u Premier Soccer League. U siječnju 2007. prelazi za 1,3 milijuna randa u Kaizer Chiefse.

## Vanjske poveznice
- Career history Reprezentacija